# Mauritius
Mauritius (pronuncia italiana /mauˈritt͡sjus/; indicata anche come Maurizio), ufficialmente Repubblica di Mauritius (in inglese Republic of Mauritius, AFI: [məˈrɪʃəs]; in francese République de Maurice, AFI: [moˈʁis], in creolo mauriziano Repiblik Moris) è uno stato insulare dell'Africa; si trova nell'Oceano Indiano sud-occidentale 550 km a est del Madagascar. Oltre all'isola principale omonima, comprende anche le isole Agalega, Cargados Carajos e Rodrigues.
Geograficamente fa parte dell'arcipelago delle isole Mascarene, che include anche il territorio francese d'oltremare della Riunione, circa 200 km a sudovest.
Mauritius ha due lingue ufficiali: l'inglese e il francese; l'inglese si usa perché l'isola è un'ex-colonia del Regno Unito, da cui ottenne l'indipendenza nel 1968. La lingua più parlata a livello popolare è il creolo mauriziano, basato sul francese con influssi inglesi, sudafricani e indiani.
Non esiste una religione di Stato, ma quella più praticata è l'induismo (da metà popolazione, che al 70% circa è di origine indiana discendente da lavoratori lì inviati sotto l'impero britannico in regime di servitù debitoria). È l'unico paese africano a maggioranza induista.

## Storia
L'isola era nota ai malesi e agli arabi almeno dal X secolo; gli arabi la chiamavano Dina Arobi. Scoperta dai portoghesi nel 1505 e battezzata Ilha do Cerne ("isola del cigno"), rimase disabitata fino al primo insediamento olandese nel 1598. Furono gli olandesi a darle il nome di Mauritius, in onore del principe Maurizio di Nassau. Alcuni decenni dopo cicloni e altri eventi climatici sfavorevoli portarono gli olandesi ad abbandonarla.
Nel 1715 i francesi ne presero possesso, ribattezzandola Île de France. Conquistata dai britannici nel dicembre del 1810, Mauritius ritornò al suo nome olandese. Il 1º febbraio 1835 l'amministrazione abolì la schiavitù. 
Nel 1965 i britannici distaccarono da Mauritius le isole Chagos, che divennero parte del Territorio britannico dell'Oceano Indiano. In seguito il governo di Mauritius dichiarò questa operazione contraria alle leggi internazionali e rivendicò il possesso delle Chagos. Nel gennaio 2021 anche il tribunale marittimo dell'ONU ha stabilito che il Regno Unito non ha sovranità sulle Chagos e che deve restituirle alla Repubblica di Mauritius. Il 27 agosto l'agenzia postale delle Nazioni Unite, UPU, ha ordinato di cessare la vendita e l'utilizzo dei francobolli britannici alle Chagos. Il 3 ottobre 2024 il Regno Unito ha infine annunciato che cederà la sovranità delle isole Chagos a Mauritius con un accordo che prevede la permanenza della base Diego Garcia sull'isola omonima.
La nazione ottenne l'indipendenza il 12 marzo 1968 e divenne repubblica nell'ambito del Commonwealth nel 1992. L'isola è da sempre una democrazia stabile, ha elezioni libere e regolari, rispetta i diritti umani e attrae ingenti investimenti dall'estero. Possiede uno dei più alti PIL pro-capite dell'Africa.

## Geografia

### Morfologia

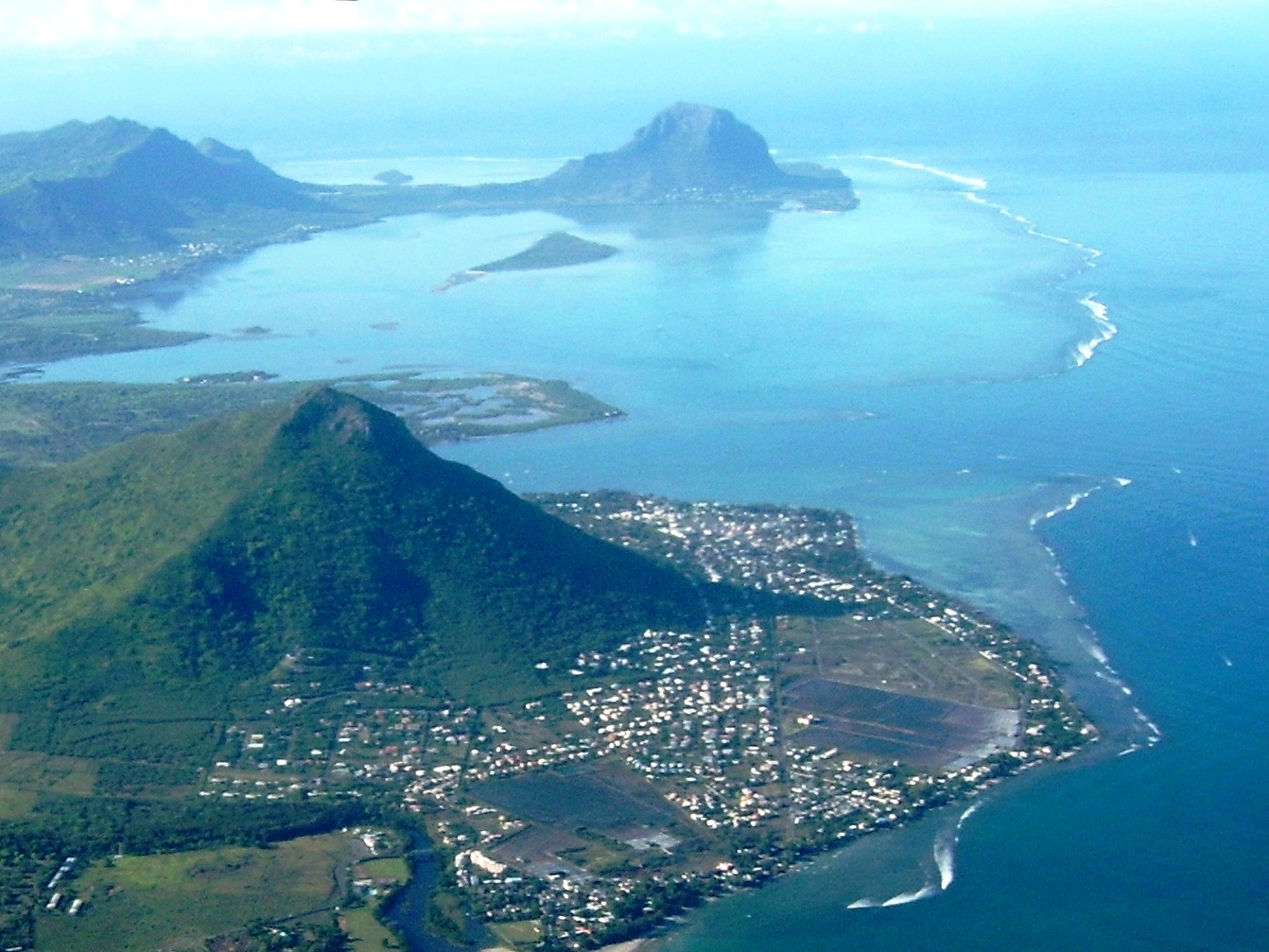
Veduta aerea sulla parte sud-occidentale

La nazione di Mauritius include l'isola principale, l'isola di Rodrigues e numerosi atolli corallini. Fa parte delle Mascarene, un arcipelago di origine vulcanica, probabilmente appartenente a una catena sommersa che comprende, tra l'altro, anche le Seychelles e La Riunione. L'isola principale, Mauritius, si formò a seguito di tre episodi eruttivi: il primo avvenuto 7,8–6,8 milioni di anni fa, il secondo 3,5–1,9 milioni di anni fa, e il terzo 1,0-0,1 milioni di anni fa. Misura 58 km da nord a sud e 47 km da est a ovest e si trova a 800 km a est dal Madagascar, alla stessa latitudine di Harare (capitale dello Zimbabwe) e di Rio de Janeiro.
L'isola di Mauritius è caratterizzata da un altopiano centrale il cui punto più alto si trova a sudovest, il Piton de la Petite Rivière Noire, 828 m s.l.m. Verso nord l'altopiano digrada dolcemente; verso sud, invece, la discesa verso la costa è ripida. L'isola è ricca di tracce di un'attività vulcanica passata: due esempi sono il cratere Curepipe e il lago vulcanico Ganga Talao. I coloni trovarono il terreno punteggiato da ciottoli lavici che nel tempo furono raccolti per lasciar spazio alle coltivazioni, e sono ammonticchiati qua e là in piramidi, soprattutto nei pressi dei campi di canna da zucchero.
L'isola di Rodrigues è la più antica del gruppo, essendosi formata 11,0-7,5 milioni di anni fa da un residuo erosivo di un vulcano la cui attività è cessata 1,5 milioni di anni fa. L'isola si eleva sul livello del mare di poche centinaia di metri e si trova all'interno di una laguna circondata da una barriera corallina a frange di circa 200 km². Dista circa 570 km dall'isola di Mauritius.
Mauritius è nota per la sua eccezionale bellezza naturalistica. Nel suo diario di viaggio, Seguendo l'Equatore, Mark Twain annotò: «Si ha l'impressione che sia stata creata prima Mauritius e poi il paradiso, e che il paradiso sia stato copiato da Mauritius». È circondata dalla barriera corallina, che nel corso del tempo ha prodotto la caratteristica sabbia bianca delle sue spiagge.

#### Le terre colorate

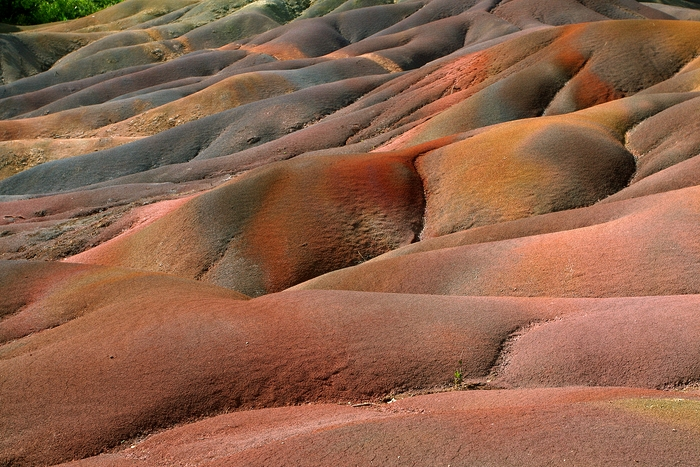
Le terre colorate di Chamarel

Nel centro dell'isola, sul versante sud-occidentale, si trova Chamarel con le sue morbide ondulazioni delle terre dei sette colori. L'ampio spettro di tonalità va dal giallo al viola, a seconda dell'incidenza dei raggi solari.
Dato il carattere vulcanico dell'isola, le terre colorate sono dovute probabilmente alla presenza di rocce vulcaniche raffreddatesi a diverse temperature la cui trasformazione nel corso degli anni ha prodotto le attuali sabbie colorate.

### Idrografia
Il fiume più lungo dell'isola è la Grande Rivière, a sud-est (39,4 km).

### Clima
Il clima è tropicale, con venti che soffiano da sud-est; l'inverno, caldo e secco, va da maggio a novembre; l'estate è calda e umida. Il fenomeno dei cicloni è piuttosto frequente da novembre ad aprile.

## Società
La più grande e importante città dell'isola è la capitale, Port Louis, situata nel nord-ovest. Altre città rilevanti sono Curepipe, Vacoas-Phoenix, Quatre Bornes, Goodlands, e Beau Bassin-Rose Hill.

### Demografia
Mauritius ha circa 1,2 milioni di abitanti con un'età media di 38 anni. La popolazione di oggi è formata da discendenti di coloni, schiavi, commercianti e altri.

### Lingue
Le due lingue ufficiali sono l'inglese e il francese. Il francese è la lingua più diffusa, benché la Francia abbia perso il controllo dell'isola quasi 200 anni fa. 
Gli abitanti usano spesso anche un idioma creolo basato principalmente sul francese, con influssi derivanti dall'inglese, portoghese, malgascio e hindi. La forma scritta del creolo mauriziano si è sviluppata a partire dalla fine degli anni sessanta; essendo basata sulla pronuncia, assomiglia ben poco al francese. 
I discendenti dei lavoratori indiani portati nell'isola dai britannici, che oggi costituiscono il 67% circa della popolazione, parlano anche varie lingue indiane, fra cui l'hindi, l'urdu, il telugu e altre. Per il resto, gli abitanti sono di origine francese (2%), africana o creola (28%); si contano anche circa 30 000 cinesi (3%) di etnia hakka e cantonese.

### Religione
La cultura religiosa di Mauritius riflette sia i diversi trascorsi coloniali, sia la natura cosmopolita della sua società. In città come la capitale Port Louis si trovano a poca distanza templi indù, moschee, chiese cristiane e un cimitero ebraico. Nel corso dell'anno si alternano feste religiose corrispondenti a diversi culti: le induiste Divali, o "festa delle luci", e Cavedee, il Natale cristiano e l'ʿĪd al-fitr islamica.
Secondo il censimento del 2011 del locale ufficio nazionale di statistica, le religioni sono così rappresentate :
- Induisti 49,0%
- Cristiani 32,0%
- Musulmani 17,0%
- Buddisti 0,4%
- Altro 1,6%

## Ordinamento dello Stato
La Costituzione di Mauritius (in francese: Constitution de Maurice) risale al 12 marzo 1968.

### Suddivisione amministrativa
L'isola è suddivisa in nove distretti.
Oltre all'isola principale, Mauritius ha le seguenti dipendenze:
- Rodrigues, un'isola molto popolata, che un tempo costituiva il decimo distretto, ora autonoma;
- Agalega e Saint Brandon;
- Nazareth Bank, Soudan Banks, Saya de Malha Bank, Hawkins Bank, gruppi di scogli posti al largo di Mauritius.

Territori rivendicati da Mauritius:
- Arcipelago delle Chagos, appartenente al Regno Unito come parte del Territorio britannico dell'Oceano Indiano;
- Isole Tromelin, Bassas da India, Europa, Gloriose e Juan de Nova, appartenenti alla Francia.

## Istruzione

### Università
Sono quattro gli atenei pubblici: l'Università di Mauritius, fondata nel 1965, l'Università della Tecnologia, Mauritius, fondata nel 2000, l'Università delle Mascarene e la Open University di Mauritius, queste ultime due entrambe nate nel 2012. 

## Economia
Dal momento dell'indipendenza, ottenuta nel 1968, Mauritius ha mantenuto un tasso di crescita economica annuo intorno al 5%-6%. Questo notevole risultato ne ha fatto il secondo paese africano come PIL pro capite dopo la Guinea Equatoriale.
L'economia è basata principalmente sull'agricoltura, con i settori industriale, finanziario, turistico e tessile in continua crescita. L'agricoltura si occupa principalmente della produzione di canna da zucchero, con oltre il 60% della superficie coltivabile dedicato; l'esportazione contribuisce per il 25% alle entrate del Paese. Altre importanti coltivazioni sono il tè e la vaniglia. Vengono prodotti localmente anche alcuni rum.
La distribuzione della ricchezza fra i cittadini è molto più equilibrata di quanto non avvenga nella maggioranza dei paesi africani, fattore che ha influito positivamente sull'aumento delle aspettative di vita e la riduzione della mortalità infantile.
La strategia economica dei governi recenti punta sugli investimenti esteri in tutti i settori. I principali interlocutori commerciali dell'isola sono la Francia e il Regno Unito, che vi hanno collocato molti stabilimenti: per esempio, nel ramo tessile vengono prodotti a Mauritius indumenti di marchi famosi come Lacoste e Ralph Lauren, ma anche italiani (Nino Cerruti, Diesel e Gas).
Il 4 aprile 2005 il primo ministro Pravind Jugnauth ha annunciato che nell'arco di 4 anni Mauritius sarebbe diventato un porto franco. I dazi su molti prodotti sono già stati notevolmente ridotti o eliminati. In questo modo il governo si propone di attirare ancora più turismo e di aumentare contemporaneamente il potere d'acquisto dei propri cittadini. Sempre in quest'ottica di sviluppo si può leggere il progetto di estendere all'intera isola la copertura Wi-Fi per l'accesso a Internet, già oggi disponibile sul 60% del territorio. Il volume del turismo, attualmente stabile intorno ai 700 000 visitatori annui, secondo gli attuali progetti potrebbe raddoppiare.
Il sistema fiscale e la bassissima aliquota d'imposta incoraggiano la deviazione di enormi entrate fiscali a scapito di altri Stati, generalmente africani. Il settore finanziario da solo rappresenta il 50% del prodotto interno lordo (PIL) del paese.

## Fuso orario
Mauritius segue il fuso orario UTC+4.

## Ambiente

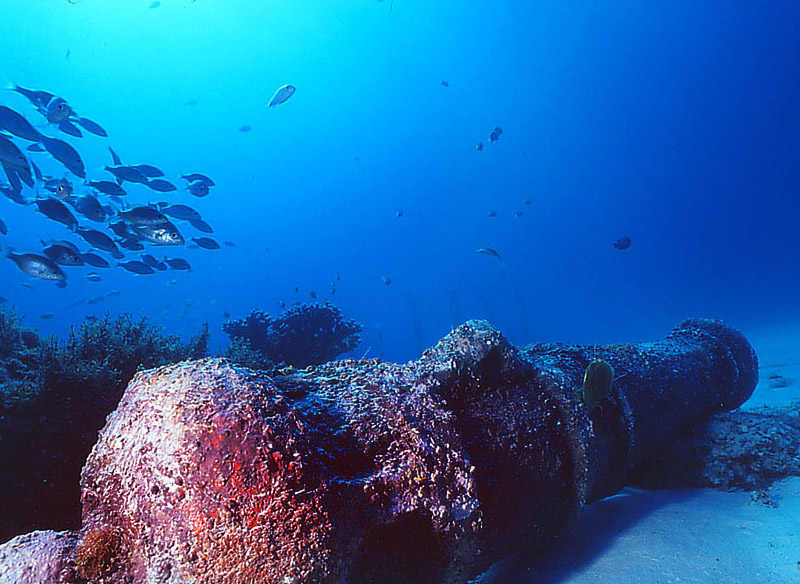
Immagine subacquea

### Flora
Mauritius è ricca di vegetazione endemica (circa una specie su tre), che, però, è in grave pericolo a causa dell'introduzione di piante e animali estranei e delle monocolture. Per osservare la vegetazione autoctona di Mauritius, ormai è necessario visitare l'orto botanico di Pamplemousses, il primo giardino botanico tropicale creato nel mondo. L'istituto Mauritius Wildlife Appeal Fund (MWAF) sta cercando di delimitare aree protette in cui ripristinare l'ecosistema originale di Mauritius.
L'isola ospita diverse specie endemiche di palme (Acanthophoenix rubra, Dictyosperma album, Hyophorbe amaricaulis, Hyophorbe lagenicaulis, Hyophorbe vaughanii, Latania loddigesii, Tectiphiala ferox), che un tempo formavano estese foreste, attualmente pressoché scomparse. Alcune specie succitate sopravvivono, con piccole popolazioni, solo su qualche isola minore.
Le spiagge ospitano la casuarina (albero alto e sottile simile a pino), eucalipto (importato). Sono spettacolari il banano gigante indiano e il flamboyant. Si coltiva l'anturio, un fiore decorativo importato dal Sudamerica.
Una pianta endemica è il tambalacoque (Sideroxylon grandiflorum) o albero dei dodo, associata al noto uccello estinto.

### Fauna
Fra i mammiferi che popolano l'isola si possono citare la mangusta e il sambar di Giava (Rusa timorensis), importato dagli olandesi per essere usato come preda nelle battute di caccia. Nella zona della Rivière Noire si trovano maiali selvatici e macachi.
Numerosissimi sono gli uccelli, ma molte specie sono a rischio. Il gheppio di Mauritius (Falco punctatus) ne è un esempio; il Mauritius Kestrel Conservation Program, avviato nel 1973, sta cercando di salvare la specie. Viene protetto dal MWAF il parrocchetto di Mauritius (Psittacula eques). Sono in pericolo anche la colomba rosata (Nesoenas mayeri), la coracina di Mauritius (Lalage typica), il bulbul di Mauritius (Hypsipetes olivaceus), il pigliamosche del paradiso delle Mascarene (Terpsiphone bourbonnensis), l'occhialino olivaceo di Mauritius (Zosterops chloronothos). Sono già estinti, oltre al celebre dodo (Raphus cucullatus), il piccione blu di Mauritius (Alectroenas nitidissimus) e il gufo di Mauritius (Mascarenotus sauzieri). Fra le specie introdotte il tessitore fiammante del Madagascar (Foudia madagascariensis), la maina indiana (Gracula religiosa), la maina comune (Acridotheres tristis), il tessitore gendarme (Ploceus cucullatus) e il bulbul dai mustacchi rossi (Pycnonotus jocosus).
Tra i rettili merita di essere ricordato l'estinto boa fossorio di Round Island (Bolyeria multocarinata).
Le acque intorno a Mauritius, con la loro barriera corallina, pullulano di vita: dai pesci del reef (pesce pagliaccio, pesce pulitore, gamberetto delle attinie) alle diverse specie di mante (Manta birostris, Aetobatus narinari, Torpedo pantheri, Taeniura lymma e Taeniura melanospilos), squali (squalo nutrice e pinna bianca) e murene, oltre a qualche tartaruga marina (Caretta caretta e Chelonia mydas) e agli innumerevoli invertebrati.

### Aree naturali protette
La più grande area naturale protetta di Mauritius è il parco nazionale Black River Gorges, attorno all'area della Rivière Noire, di oltre 6 574 ettari Altri parchi nazionali sono il Parco nazionale Bras d'Eau, istituito nel 2011 e il Parco nazionale delle isole minori che raggruppa alcune isole e isolotti al largo delle coste dell'isola madre, tra cui Île aux Flamants, Île aux Fouquets, Île aux Fous, Île aux Oiseaux, Île aux Vacoas, Île d'Ambre, Rocher aux Pigeons e Rocher des Oiseaux. 
Ci sono le riserve Le Pouce, Île Ronde, Île aux Serpents, Île aux Aigrettes, Île Cocos, Île aux Sables, Coin de Mire, Île aux Mariannes, Île Plate, Îlot Gabriel e Bois Sec. Alcune riserve naturali non sono accessibili al pubblico, in quanto utilizzate per i programmi di conservazione delle specie.

## Cultura

### Patrimoni dell'umanità
Alcuni siti di Mauritius sono stati inseriti nella Lista dei patrimoni dell'umanità dell'UNESCO.

### Musica
Il genere musicale tipico dell'isola, a cui corrisponde una forma di ballo specifica, è il sega. Sebbene al sega venga in genere attribuita un'origine africana, non vi sono paralleli evidenti con il continente né per quanto concerne il tipo di danza (caratterizzata da frenetici ma sensuali movimento del bacino) né per la strumentazione usata (che include un tamburo noto come ravane). Il sega si balla spesso negli hotel come spettacolo per i turisti, ma è fortemente radicato nella cultura anche moderna dell'isola, e alcune sue varianti sono legate all'impegno politico, soprattutto di sinistra (la cosiddetta sega engagé). Nelle aree interne, dove predominano le etnie indiane, è forte la tradizione di canzoni bhojpuri. 
Nell'ambito musicale si è distinto Willy William, disc jockey e cantante mauriziano ma naturalizzato francese. Tra le altre personalità musicali il chitarrista Jino Touche.

### Letteratura
La letteratura mauriziana è stata a lungo tradizionalista, ispirata a quella francese. L'opera letteraria più celebre è Paolo e Virginia (Paul et Virginie, 1778) di Jacques-Henri Bernardin de Saint-Pierre, un romanzo romantico che appartiene alla storia della letteratura mondiale. Ancora in francese scrissero nel XX secolo autori come Loïs Masson (L'étoil et la Clef), Malcolm de Chazal (Petrusmok), Yvan Lagesse, Khal Torabully, semiologo creatore della coolitude e poeta, ed altri. 
La letteratura in lingua creola mauriziana fu iniziata sostanzialmente dall'opera pionieristica di Charles Bassaic (fine del XIX secolo), ma ha conosciuto un vero sviluppo solo a partire dagli anni Settanta, con autori come René Asgarally (Quand Montagne Pren Difé), Ramesh Ramdoyal (Le Mare Mo Mémoire) e Dev Virahsawmy (La Fimé de Lizié). Alla letteratura in lingue francese e creola si affiancano tradizioni minori, per esempio in hindi (un autore mauriziano molto apprezzato anche in India è Abhimanyu Unnuth). 
Baudelaire scrisse a Mauritius la sua prima poesia, mentre Joseph Conrad, approdando sull'isola in uno dei suoi viaggi, vi trovò lo spunto per alcuni racconti, tra cui Un briciolo di fortuna. Tra gli autori del XX-XXI secolo spicca soprattutto Jean-Marie Gustave Le Clézio, scrittore francese e mauriziano, premio Nobel per la letteratura, nel 2008.

### Cinema
In ambito cinematografico, il cortometraggio Made in Mauritius (2009) del regista mauriziano David Constantin ha avuto il Premio Arnone – Bellavite Pellegrini Foundation al Festival del cinema africano, d'Asia e America Latina di Milano 2011.

### Scienze
Nacque proprio nella Repubblica di Mauritius il fisiologo e neurologo Charles Brown-Sequard, noto anche per la sindrome che porta il suo nome: Sindrome di Brown-Sequard

### Missioni spaziali
Il 3 giugno 2021 è stato lanciato MIR-SAT 1, il primo satellite di Mauritius..

## Sport
Gli sport più popolari sono il calcio e il pugilato. Spesso vengono fatte gare di ballo.

### Giochi olimpici
Per quanto concerne Mauritius ai Giochi olimpici, è nel pugilato che si registra la prima medaglia: di bronzo, nei pesi gallo, conquistata da Bruno Julie a Pechino 2008.

### Kickboxing
Importanti traguardi sono stati raggiunti nel kickboxing con James Agathe e Fabrice Bauluck, campioni del mondo 2013..

### Calcio
La Nazionale di calcio di Mauritius ha ottenuto come risultato più importante la qualificazione alla Coppa d'Africa del 1974, in cui venne eliminata nella fase a gironi; il capocannoniere è Kersley Appou con 10 reti.

### Ciclismo su strada
Kimberley Le Court è la prima ciclista mauriziana ad essere approdata nel World Tour femminile ed è una delle atlete di vertice di questo sport. Nel suo palmares può vantare una vittoria di tappa al Giro Women 2024, una classica monumento (Liegi-Bastogne-Liegi 2025) oltre ad avere indossato la maglia gialla al Tour de France Femmes 2025 per 4 giorni.

## Ricorrenze nazionali
| Data        | Nome                       | Significato                                                        |
| ----------- | -------------------------- | ------------------------------------------------------------------ |
| 1º febbraio | Abolizione della schiavitù | Commemorazione per l'abolizione dello schiavismo nel 1835          |
| 12 marzo    | Giorno dell'Indipendenza   | Festa nazionale: giorno dell'indipendenza dal Regno Unito nel 1968 |

- Il 12 marzo vengono ricordati due eventi: l'indipendenza dal Regno Unito, nel 1968, e l'istituzione della Repubblica nel 1992

## Tradizioni

### Filatelia

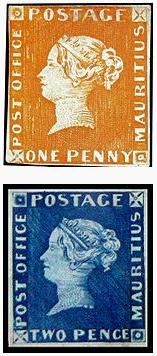
Post Office del 1847

Mauritius fu la quinta nazione al mondo a emettere francobolli; i primi due tipi, il Red Penny e il Blue Penny del 1847, sono fra i più rari e costosi del mondo. Le prime edizioni riportavano la scritta "Post Office", un errore di stampa per "Post Paid". Ritirati dal mercato non appena ci si accorse dell'errore, oggi sono venduti a centinaia di migliaia di dollari.
Pur essendosi estinto nel 1681, il dodo rimane una sorta di simbolo del Paese: appare sullo stemma ufficiale di Mauritius e viene usato come modello per moltissimi loghi, gadget e altre rappresentazioni.

### Gastronomia
Le eccellenze culinarie più importanti si ritrovano nella tradizione gastronomica dell'isola: dai piatti della cucina creola, dai sapori forti e speziati, alle prelibatezze della cucina francese, fino alle zuppe della tradizione cinese, mentre la presenza dell'Oceano Indiano garantisce un vasto assortimento di pesci e crostacei. Analogamente alla religione, la cucina è un misto di cucina Desi, creola, cinese e francese. Il piatto più comune è comunque il cari poule, il pollo al curry di evidente origine indiana.